# Gastrolobium spinosum
Gastrolobium spinosum là một loài cây trong họ Fabaceae. Đây là loài bản địa Tây Nam Úc
Loài này cao từ 3-3,5 mét. 
Loài này được mô tả lần đầu bởi nhà thực vật học người Anh George Bentham, được xuất bản bởi John Lindley trong A Sketch of the Vegetation of the Swan River Colony in 1839.